# Orthobula calceata
Orthobula calceata là một loài nhện trong họ Phrurolithidae.
Loài này thuộc chi Orthobula. Orthobula calceata được Eugène Simon miêu tả năm 1897.